# سه اشکفت باغله
سه اشکفت باغله مربوط به دوران فرادیرینه‌سنگی است و در شهرستان چرداول، بخش مرکزی، روستای باغله واقع شده و این اثر در تاریخ ۱۷ اسفند ۱۳۸۱ با شمارهٔ ثبت ۷۹۸۸ به‌عنوان یکی از آثار ملی ایران به ثبت رسیده است.